# Нечётное жадное разложение
Нечётное жадное разложение — метод построения египетских дробей, в которых все знаменатели нечётные.
Если рациональное число {\displaystyle x/y} является суммой нечётных аликвотных дробей:
{\displaystyle {\frac {x}{y}}=\sum {\frac {1}{2a_{i}+1}}},
то число {\displaystyle y} должно быть нечётным. Обратно, известно, что в случае нечётности числа {\displaystyle y} любая дробь вида {\displaystyle x/y} имеет разложение с нечётными знаменателями, в котором все знаменатели дробей различны. Например, такое разложение можно найти, заменив {\displaystyle x/y} на {\displaystyle Ax/Ay}, где {\displaystyle A} — число вида {\displaystyle 35\times 3^{i}} для достаточно большого {\displaystyle i}, а затем представив {\displaystyle Ax} в виде суммы делителей {\displaystyle Ay}.
Однако существует более простой жадный алгоритм, который успешно находит египетские дроби с нечётными знаменателями для всех чисел {\displaystyle x/y} (с нечётным {\displaystyle y}), на которых он проверен: пусть {\displaystyle u} — наименьшее нечётное число, не меньшее {\displaystyle y/x}, включается дробь {\displaystyle 1/u} в разложение и процесс продолжается для остаточной дроби {\displaystyle x/y-1/u}. Этот метод и называется нечётным жадным алгоритмом, а получаемое разложение называется нечётным жадным разложением.
Вопрос о том, завершится ли процесс разложения за конечное число шагов для любого числа {\displaystyle x/y} с нечётным {\displaystyle y} по состоянию на 2006 год оставался открытым.
Применение алгоритма к дроби с чётным знаменателем даёт бесконечное разложение. Например, последовательность Сильвестра можно рассматривать как результат работы нечётного жадного алгоритма для дроби {\displaystyle 1/2}.

## Пример
Пусть x/y = 4/23.
23/4 = 5 ¾, следующее большее нечётное число равно 7. Таким образом, на первом шаге получаем разложение:
4/23 = 1/7 + 5/161.
161/5 = 32 1/5, следующее большее нечётное число равно 33. Таким образом, на следующем шаге получаем разложение:
4/23 = 1/7 + 1/33 + 4/5313.
5313/4 = 1328 1/4, следующее большее нечётное число равно 1329. Таким образом, на третьем шаге получаем разложение:
4/23 = 1/7 + 1/33 + 1/1329 + 1/2353659.
Поскольку на третьем шаге в числителе остаточной дроби получена единица, то процесс останавливается и в итоге получено конечное разложение.

## Дроби с длинными разложениями
Нечётный жадный алгоритм может образовывать разложения, которые короче обычного жадного разложения и с меньшими знаменателями. Например,
{\displaystyle {\frac {8}{77}}={\frac {1}{10}}+{\frac {1}{257}}+{\frac {1}{197890}}={\frac {1}{11}}+{\frac {1}{77}},}
где разложение слева получено жадным алгоритмом, а разложение справа получено нечётным жадным алгоритмом. Однако, как правило, результат разложения нечётным жадным алгоритмом длиннее и имеет большие знаменатели. Например, разложение нечётным жадным алгоритмом числа 3/179 даёт 19 членов, наибольший из которых примерно равен 1,415×10439491. Что интересно, числители дробей разложения при этом образуют последовательность целых чисел:
3, 4, 5, 6, 7, 8, 9, 10, 11, 12, 13, 14, 15, 16, 17, 18, 1.
Аналогичные случаи происходят и с другими числами, такими как 5/5809 (пример найден независимо Брауном (K. S. Brown) и Бейли (David Bailey)), и в этом случае разложение имеет 31 член. Хотя знаменатели этого разложения трудно вычислить ввиду их огромного размера, последовательность числителей можно найти относительно эффективно, если использовать модульную арифметику. В 1999 году описаны некоторые дополнительные примеры этого типа и приведены методы поиска дробей, дающих произвольно длинные разложения.